# Liste der Gouverneure von Sierra Leone

Flagge der Gouverneure von Sierra Leone 1889–1916

Flagge der Gouverneure von Sierra Leone 1916–1961

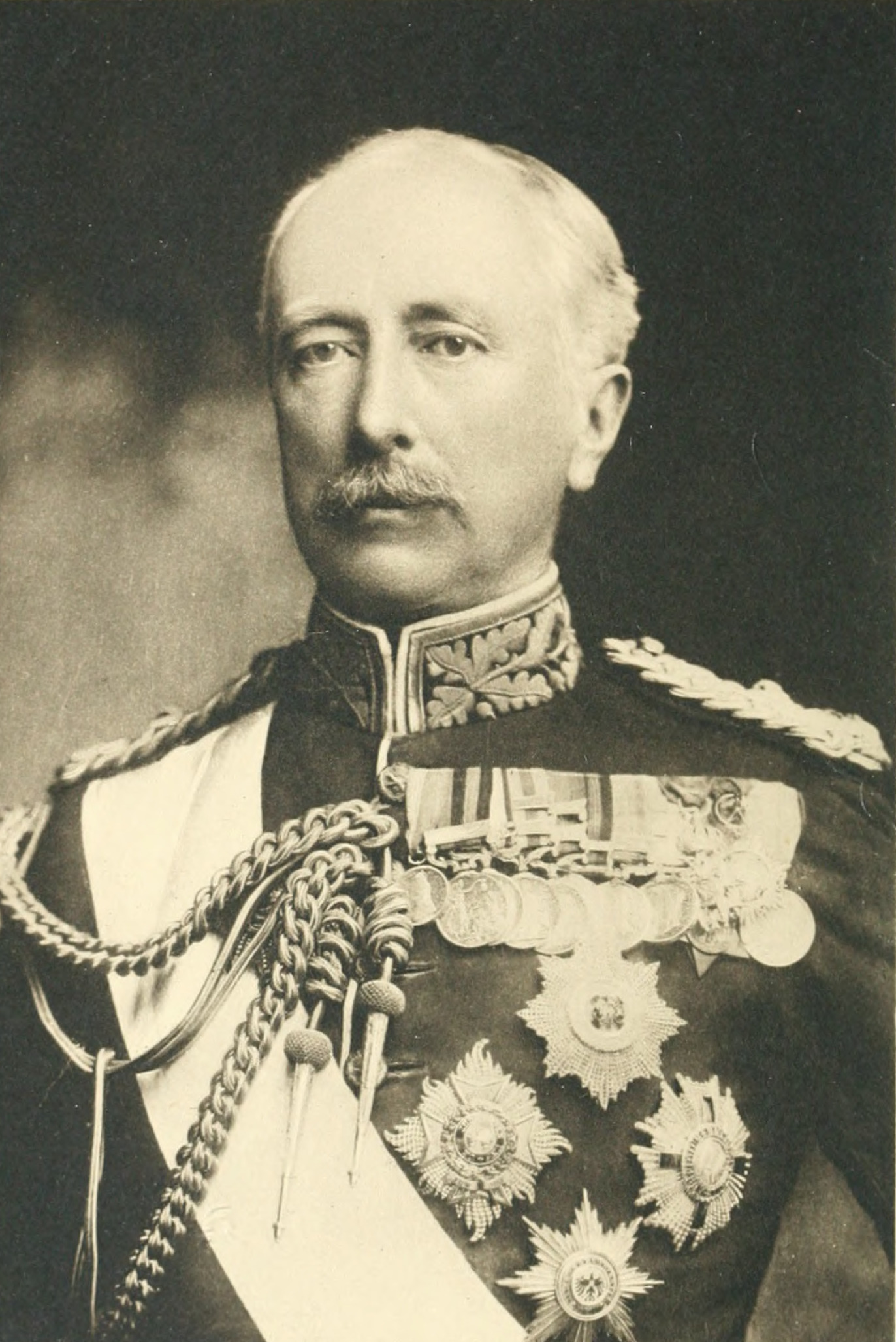
Garnet Wolseley

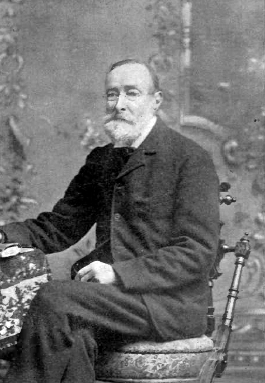
Cornelius Hendricksen Kortright

Dies ist eine Liste der Gouverneure von Sierra Leone bis zur Unabhängigkeit 1961.

## Gouverneure
| Amtszeit                          | Amtsinhaber                             | Bemerkung                               |
| Verwalter                         | Verwalter                               | Verwalter                               |
| --------------------------------- | --------------------------------------- | --------------------------------------- |
| 14. Mai 1787–September 1787       | Thomas B. Thompson                      |                                         |
| Gouverneur                        |                                         |                                         |
| 1788–1789                         | John Taylor                             |                                         |
| Bevollmächtigter                  |                                         |                                         |
| Januar 1791–März 1792             | Alexander Falconbidge                   |                                         |
| Kommissar                         |                                         |                                         |
| März 1792–Juli 1792               | John Clarkson                           |                                         |
| Gouverneur                        |                                         |                                         |
| Juli 1792–31. Dezember 1792       | John Clarkson                           |                                         |
| 31. Dezember 1792–März 1794       | William Dawes                           | 1. Amtszeit                             |
| März 1794–6. Mai 1795             | Zachary Macaulay                        | 1. Amtszeit                             |
| 6. Mai 1795–März 1796             | William Dawes                           | 2. Amtszeit                             |
| März 1796–April 1799              | Zachary Macaulay                        | 2. Amtszeit                             |
| April 1799–Mai 1799               | John Gray                               | 1. Amtszeit                             |
| Mai 1799–1800                     | Thomas Ludlum                           | 1. Amtszeit                             |
| 1800–Januar 1801                  | John Gray                               | 2. Amtszeit                             |
| Januar 1801–Februar 1803          | William Dawes                           | 3. Amtszeit                             |
| Februar 1803–1803                 | William Day                             | 1. Amtszeit                             |
| 1803–1805                         | Thomas Ludlum                           | 2. Amtszeit                             |
| 1805–4. November 1805             | William Day                             | 2. Amtszeit                             |
| 4. November 1805–1806             | ...                                     |                                         |
| 1806–1. Januar 1808               | Thomas Ludlum                           | stellvertretend                         |
| 1. Januar 1808–21. Juli 1808      | Thomas Ludlum                           | 3. Amtszeit                             |
| 21. Juli 1808–12. Februar 1810    | Thomas Perronet Thompson                |                                         |
| 12. Februar 1810–Mai 1811         | Edward H. Columbine                     |                                         |
| Mai 1811–1. Juli 1811             | Robert Bones                            | stellvertretend                         |
| 1. Juli 1811–Juli 1814            | Charles William Maxwell                 |                                         |
| Juli 1814–Dezember 1814           | Charles MacCarthy                       | stellvertretend                         |
| Dezember 1814–Januar 1815         | J. Mailing                              | stellvertretend                         |
| Januar 1815–März 1815             | R. Purdie                               | stellvertretend                         |
| März 1815–Juni 1815               | William Appleton                        | stellvertretend                         |
| Juni 1815–Juli 1815               | H.B. Hyde                               | stellvertretend                         |
| Juli 1815–1. Januar 1816          | Charles MacCarthy                       | stellvertretend                         |
| 1. Januar 1816–1820               | Charles MacCarthy                       | 2. Amtszeit                             |
| 1820–Juli 1820                    | Charles MacCarthy                       | 3. Amtszeit                             |
| Juli 1820–1821                    | Alexander Grant                         | stellvertretend                         |
| 1821                              | Burke                                   | stellvertretend                         |
| 1821–November 1821                | Alexander Grant                         | stellvertretend                         |
| November 1821–21. Januar 1824     | Charles MacCarthy                       | 3. Amtszeit                             |
| 21. Januar 1824–5. Februar 1824   | Daniel Molloy Hamilton                  | stellvertretend                         |
| 5. Februar 1824–7. März 1826      | Charles Turner                          |                                         |
| 8. März 1826–August 1826          | Kenneth Macaulay                        |                                         |
| 1826                              | Samuel Smart                            | stellvertretend                         |
| August 1826–Dezember 1827         | Neil Campbell                           |                                         |
| Leutnantgouverneur                |                                         |                                         |
| Dezember 1827–Mai 1828            | Hugh Lumley                             | 1. Amtszeit                             |
| Mai 1828–9. Juni 1828             | Dixon Denham                            |                                         |
| 9. Juni 1828–Juli 1828            | Hugh Lumley                             | 2. Amtszeit                             |
| Juli 1828–November 1828           | Samuel Smart                            | stellvertretend                         |
| November 1828–1829                | Henry John Ricketts                     | stellvertretend                         |
| 1829–1830                         | Augustine Fitzgerald Evans              | stellvertretend                         |
| 1830                              | Alexander Maclean Fraser                | stellvertretend                         |
| 1830–Juli 1833                    | Alexander Findlay                       |                                         |
| Juli 1833–Dezember 1833           | Michael Linning Melville                | stellvertretend                         |
| Dezember 1833–1834                | Octavius Temple                         |                                         |
| 1834–Februar 1835                 | Thomas Cole                             | stellvertretend                         |
| Februar 1835–1837                 | Henry Dundas Campbell                   |                                         |
| 1837                              | Thomas Cole                             | stellvertretend                         |
| Gouverneur                        |                                         |                                         |
| 1837–1840                         | Richard Doherty                         |                                         |
| 1840–April 1841                   | John Jeremie                            |                                         |
| April 1841–September 1841         | J. Carr                                 | stellvertretend                         |
| September 1841–Januar 1842        | William Fergusson                       | stellvertretend                         |
| Januar 1842–Juli 1844             | George MacDonald                        |                                         |
| Juli 1844–1845                    | William Fergusson                       |                                         |
| 1845–1852                         | Norman William MacDonald                |                                         |
| 1852–1854                         | Arthur Edward Kennedy                   | 1. Amtszeit                             |
| 1854                              | Robert Dougan                           | stellvertretend                         |
| 1854–1855                         | Stephan John Hill                       | 1. Amtszeit                             |
| 1855                              | Robert Dougan                           |                                         |
| 1855–1859                         | Stephan John Hill                       | 2. Amtszeit                             |
| 1859–1860                         | Alexander Fitzjames                     |                                         |
| 1860–1861                         | Stephan John Hill                       | 3. Amtszeit                             |
| 1861–1862                         | William Hill                            |                                         |
| 1862                              | Smith                                   | stellvertretend                         |
| 1862–1865                         | Samuel Wensley Blackall                 | 1. Amtszeit                             |
| 1865–19. Februar 1866             | Chamberlayne                            | stellvertretend                         |
| 19. Februar 1866–1867             | Samuel Wensley Blackall                 | 2. Amtszeit                             |
| 1867                              | Gustavus Yonge                          | stellvertretend                         |
| 1867–1868                         | Samuel Wensley Blackall                 | 3. Amtszeit                             |
| 1868–1869                         | John Jennings Kendall                   | stellvertretend                         |
| 1869–1871                         | Arthur Edward Kennedy                   | 2. Amtszeit                             |
| 1871                              | John Jennings Kendall                   | stellvertretend                         |
| 1871                              | Sheppard                                | stellvertretend                         |
| 1871–Januar 1872                  | Arthur Edward Kennedy                   | 3. Amtszeit                             |
| Januar 1872–Februar 1872          | John Jennings Kendall                   | stellvertretend                         |
| Januar 1872–7. März 1873          | John Pope Hennessey                     |                                         |
| 7. März 1873–17. März 1873        | Robert Keate                            |                                         |
| 17. März 1873–2. Oktober 1873     | Alexander Bravo                         |                                         |
| 1873                              | Robert William Harley                   | stellvertretend                         |
| 2. Oktober 1873–4. März 1874      | Garnet Wolseley                         |                                         |
| 4. März 1874–17. Dezember 1874    | George Berkeley                         |                                         |
| 17. Dezember 1874–1875            | George French                           | stellvertretend                         |
| 1875                              | Cornelius Hendricksen Kortright         | 1. Amtszeit                             |
| 1875–1876                         | Samuel Rowe                             | 1. Amtszeit                             |
| 1876–1877                         | Cornelius Hendricksen Kortright         | 2. Amtszeit                             |
| 1877                              | Horatio James Huggins                   | stellvertretend                         |
| 1877–1880                         | Samuel Rowe                             | 2. Amtszeit                             |
| 1880–1881                         | William Streeten                        | stellvertretend                         |
| 1881                              | Samuel Rowe                             | 3. Amtszeit                             |
| 1881                              | Franas Frederick Pinkett                | stellvertretend                         |
| 1881–1883                         | Arthur Elibank Havelock                 | 1. Amtszeit                             |
| 1883                              | Franas Frederick Pinkett                | stellvertretend                         |
| 1883–1884                         | Arthur Elibank Havelock                 | 2. Amtszeit                             |
| 1884                              | Arthur Mills Tarleton                   | stellvertretend                         |
| 1884–1885                         | Franas Frederick Pinkett                | stellvertretend                         |
| 1885–1886                         | Samuel Rowe                             | 4. Amtszeit                             |
| 1886–1887                         | James Shaw Hay                          | stellvertretend                         |
| 1887–1888                         | Samuel Rowe                             | 5. Amtszeit                             |
| 1888                              | J.M. Maltby                             | stellvertretend                         |
| 1888–24. November 1888            | James Shaw Hay                          | stellvertretend                         |
| 24. November 1888–1889            | James Shaw Hay                          | 1. Amtszeit                             |
| 1889                              | Patchett                                | stellvertretend                         |
| 1889                              | Foster                                  | stellvertretend                         |
| 1889–1890                         | J.M. Maltby                             |                                         |
| 1890–1891                         | James Shaw Hay                          | 2. Amtszeit                             |
| 1891–1892                         | John Joseph Crooks                      | stellvertretend                         |
| 1892                              | William Hollingworth Quayle Jones       | stellvertretend                         |
| 1892–1893                         | Francis Fleming                         | 1. Amtszeit                             |
| 1893                              | William Hollingworth Quayle Jones       | stellvertretend                         |
| 1893–1894                         | Francis Fleming                         | 2. Amtszeit                             |
| 1894                              | William Hollingworth Quayle Jones       | stellvertretend                         |
| 1894–1895                         | Frederic Cardew                         | 1. Amtszeit                             |
| 1895–24. August 1895              | Caulfield                               | stellvertretend                         |
| 24. August 1895–1897              | Frederic Cardew                         | 2. Amtszeit                             |
| 1897–1897                         | Frederic Cardew                         | 3. Amtszeit                             |
| 1897                              | J.C. Gore                               | stellvertretend                         |
| 1897                              | Caulfield                               | stellvertretend                         |
| 1897–1899                         | Frederic Cardew                         | 4. Amtszeit                             |
| 1899                              | Matthew Nathan                          | stellvertretend                         |
| 1899–1900                         | Frederic Cardew                         | 5. Amtszeit                             |
| 1900–11. Dezember 1900            | Caulfield                               | stellvertretend                         |
| 11. Dezember 1900–3. Oktober 1904 | Charles King-Harman                     |                                         |
| 3. Oktober 1904–1910              | Leslie Probyn                           |                                         |
| 1910–1913                         | Edward Marsh Merewether                 | 1. Amtszeit                             |
| 1913                              | Claude Hollis                           | stellvertretend                         |
| 1913–1916                         | Edward Marsh Merewether                 | 2. Amtszeit                             |
| 9. März 1916–1921                 | Richard James Wilkinson                 | 1. Amtszeit                             |
| 1921                              | John C. Maxwell                         | stellvertretend                         |
| 1921–4. Mai 1922                  | Richard James Wilkinson                 | 2. Amtszeit                             |
| 4. Mai 1922–1924                  | Alexander Ransford Slater               | 1. Amtszeit                             |
| 1924–24. September 1927           | Alexander Ransford Slater               | 2. Amtszeit                             |
| 24. September 1927–1929           | Joseph Aloysius Byrne                   | 1. Amtszeit                             |
| 1929–1930                         | Mark Young                              | stellvertretend                         |
| 1930–23. Mai 1931                 | Joseph Aloysius Byrne                   | 2. Amtszeit                             |
| 23. Mai 1931–17. Juli 1934        | Arnold Wienholt Hodson                  |                                         |
| 17. Juli 1934–21. Mai 1937        | Henry Monck-Mason Moore                 |                                         |
| 21. Mai 1937–5. Juli 1941         | Douglas James Jardine                   |                                         |
| 5. Juli 1941–September 1947       | Hubert Craddock Stevenson               |                                         |
| September 1947–Dezember 1952      | George Beresford-Stooke                 |                                         |
| Dezember 1952–1. September 1956   | Robert de Zouche Hall                   |                                         |
| 1. September 1956–1957            | Maurice Henry Dorman                    |                                         |
| 1957–27. April 1961               | Maurice Henry Dorman                    |                                         |
| 27. April 1961                    | Unabhängigkeit der Kolonie Sierra Leone | Unabhängigkeit der Kolonie Sierra Leone |

## Weblink und Quelle
- Sierra Leone auf WorldStatesmen.org (englisch)